# Dicya lucagus
Dicya lucagus is een vlinder uit de familie van de Lycaenidae. De wetenschappelijke naam van de soort werd als Thecla lucagus in 1887 gepubliceerd door Godman & Salvin.